# Джорбенадзе, Виктор Николаевич
Виктор Джорбенадзе (груз. ვიქტორ ჯორბენაძე; 28 июля 1924, Тифлис, Грузинская ССР, СССР — 1999, Тбилиси) — грузинский архитектор, наиболее известный благодаря Дворцу торжественных обрядов в Тбилиси.

## Ранние годы и образование
Джорбенадзе, известный своим друзьям как «Буца», родился 28 июля 1925 года в Харькове, в то время как его отец, Николоз Джорбенадзе, служил в Красной Армии. В 1928 году он переехал в Самтредиа, где его мать, Любовь Санадзе, работала одним из ведущих акушеров страны. Благодаря статусу своей матери, Джорбенадзе наслаждался привилегированным детством с частными репетиторами по музыке и иностранным языкам.
Он избегал призыва, изучая архитектуру в Грузинском политехническом институте в Тбилиси с 1940 по 1946 года. После окончания вуза он работал в проектно-строительном отделе Министерства сельского хозяйства Самтредиа (1946—1952), а затем поступил в Российский институт градостроительства и инвестиционного развития «Гипрогор» в Москве (1952—1956) и был учеником сталинского архитектора Михаила Парусникова.

## Карьера
Джорбенадзе вернулся в Тбилиси в 1957 году, работая сначала главным архитектором Калининского района Тбилиси (охватывающего части современных кварталов Мтацминда, Сололаки и проспекта Руставели), а затем в проектно-сметном бюро Тбилисского исполнительного комитета. С 1959 года он начал работать в муниципальной планировочной и проектной мастерской TbilQalaqProekt (Tbilisi City Project), где и провел остаток своей карьеры. Помимо архитектуры и планирования Джорбенадзе проявлял интерес к истории грузинской архитектуры, выступал за защиту исторических зданий и был известен тем, что путешествовал по стране, документируя памятники за свой счет. Он также опубликовал эссе об архитектуре, включая обзор 1958 года о Мцхете как об «архитектурном ансамбле» и образце планирования городов.

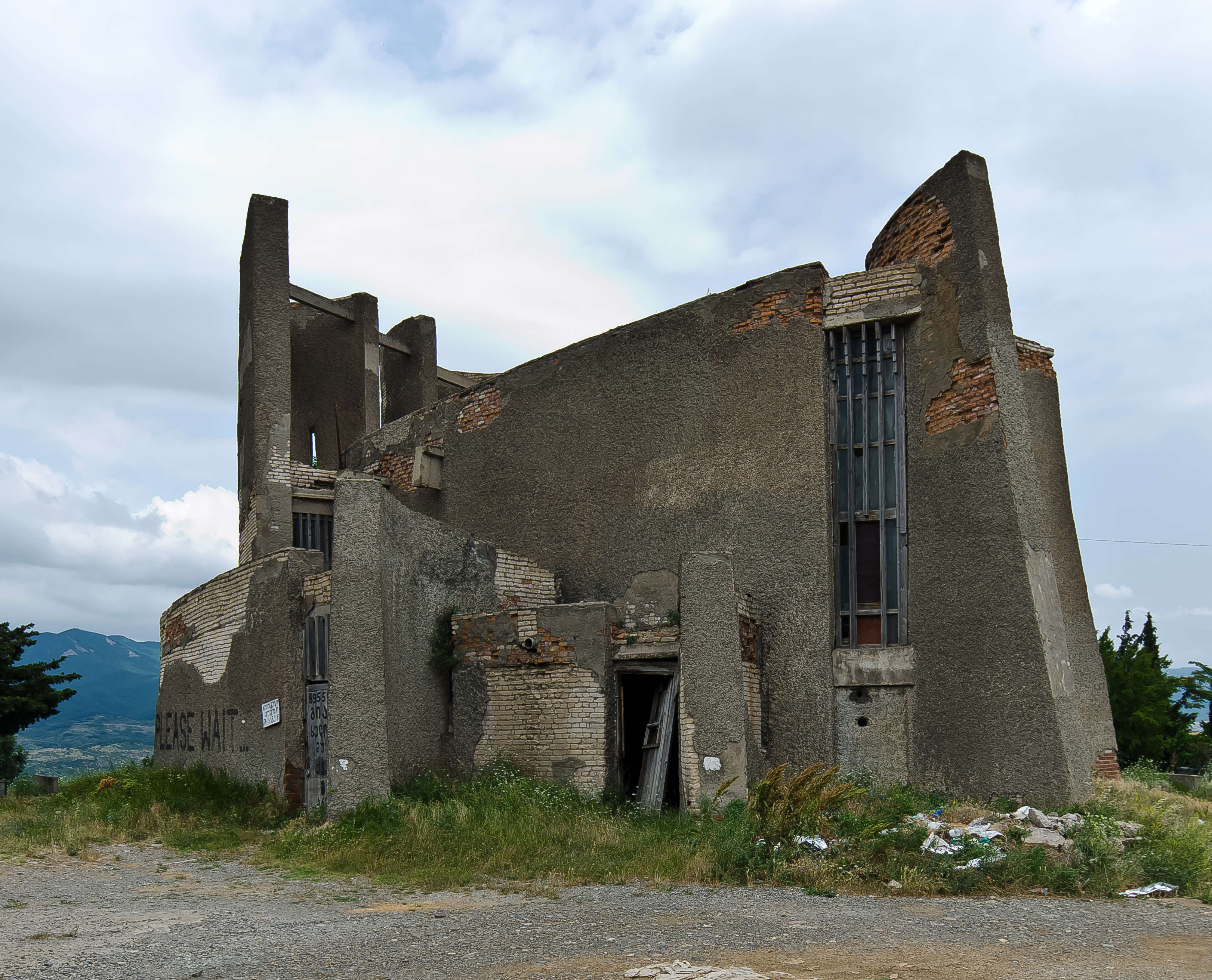
Церемониальный зал кладбища Мухатгверди (1974)

После сотрудничества с муниципальной мастерской по нескольким проектам кладбищ Джорбенадзе получил свой первый независимый заказ на кладбище в Мухатгверди, хребте на окраине Тбилиси с видом на древнюю столицу Мцхету. Заказ был частью как практического поручения по уменьшению переполненности центральных кладбищ Тбилиси, так и советского идеологического поручения по продвижению светских похоронных обрядов среди остаточного грузинского православного населения. Его проекты ансамбля (включая офис, мемориальное пространство, водонапорную башню и мастерскую по памятникам) были основаны на Нотр-Дам-дю-О Ле Корбюзье в Роншане, за что получил прозвище «Джорбюзье» в местном архитектурном сообществе. Кладбище было завершено в 1974 году.
Работая с коллегой из TbilQalaqProekt Кето Кобахидзе, Джорбенадзе продолжил совершенствовать свой стиль в своем следующем проекте — небольшом музее на родине грузинского поэта Ильи Чавчавадзе. Завершенное в 1979 году здание является примером скульптурных экстерьеров и плавных интерьеров, освещенных витражами. В то же время Джорбенадзе разрабатывал план Дворца торжественных обрядов в Тбилиси. Как и кладбищ, дворец был призван привести жизненные вехи в соответствие со светской советской догмой, при этом все ещё делая уступки общественному вкусу к ритуалу. В 1960-х и 70-х годах в Тбилиси было несколько домов бракосочетаний, обычно располагавшихся в переоборудованных исторических зданиях или занимавших первый этаж новых жилых домов. Хотя они включали декоративные элементы, эти учреждения в основном были офисами регистрации и предлагали мало праздничной атмосферы — особенно по сравнению с традиционными грузинскими церковными свадьбами. Джорбенадзе предложил проект Дворца торжественных обрядов, включавшего элементы грузинской церковной архитектуры: фрески, колокольню, возвышающиеся внутренние помещения. Эти элементы вызвали возражения со стороны муниципальных властей, потрясенных включением церковной иконографии в само здание, призванное заменить религиозные церемонии. Однако Эдуард Шеварднадзе защитил проект Джорбенадзе перед государственными комитетами, и он был одобрен. Дворец торжественных обрядов был завершен в 1984 году, с торжественным открытием на празднике Тбилисоба. Пышно фаллическое здание, черпающее вдохновение в таких разнообразных влияниях, как экспрессионизм 1920-х годов и средневековая грузинская церковная архитектура, встретило неоднозначные критические отзывы.
После того, как Грузия провозгласила независимость от СССР, Грузинская Православная Церковь открыла конкурс на новый национальный собор в Тбилиси в 1990 году. Джорбенадзе и его коллега Шота Кавлашвили представили радикальный постмодернистский проект, включающий шпили и стеклянные купола. Несмотря на личную поддержку председателя Союза архитекторов Грузии Патриарха Илии II, проект был отклонен в пользу более традиционного плана Арчила Миндиашвили для собора Самеба. Гражданские беспорядки и экономические потрясения 1990-х годов помешали Джорбенадзе завершить строительство новых зданий.

## Личная жизнь
В юности Джорбенадзе был известен как «денди номер один» и поддерживал тесные связи с крупными деятелями тбилисской культурной сцены на протяжении всей своей жизни, включая Нато Вачнадзе, Юрия Мечитова и Сергея Параджанова. Он никогда не был женат, а его тесная дружба с Параджановым (который был заключен в тюрьму в 1973 году за предполагаемые «подрывные наклонности») породила слухи.
Виктор Джорбенадзе умер в Тбилиси в 1999 году после болезни деменцией и эмфиземой. Его «приемный сын», дальний родственник Ираклий Ковзанадзе, унаследовал его архив и поместье. Архив был проиндексирован Элене Каландадзе, в нём более 200 записей в 56 пакетах. Джорбенадзе похоронен на кладбище Мухатгверди, которое он спроектировал.
Улица, на которой он жил в Авлабари, ранее называвшаяся улицей Руисси, теперь носит его имя. Мемориальный том о его жизни, выпущенный в 2013 году, содержит коллекцию его работ, различные фотографии, а также фотографии из его частной квартиры.